# Jawhara Tiss
Jawhara Tiss (sinh ngày 8 tháng 7 năm 1985) là một chính trị gia Tunisia và là thành viên của Quốc hội lập hiến.

## Cuộc sống ban đầu và giáo dục
Tiss được sinh ra ở Ghomrassen ở Tataouine vào ngày 8 tháng 7 năm 1985. Cô có bằng nghiên cứu văn học của Đại học Tunis năm 2007 và bằng thạc sĩ tiếng Anh của Ecole Normale Supérieure năm 2010.

## Sự nghiệp
Tiss làm giáo viên tại Học viện Ngôn ngữ cao cấp ở Tunis cho đến năm 2011. Sau khi tham gia Phong trào Ennahda, cô được bầu vào ngày 23 tháng 10 năm 2011 với tư cách là Thành viên của Quốc hội lập hiến. Cô là một trong những thành viên trẻ nhất của Hội đồng, và trong các cuộc tranh luận về hiến pháp được đề xuất đáng chú ý rằng không thể định nghĩa đầy đủ "Hồi giáo". Khi hiến pháp được thông qua, bà nói đó là "cuộc cách mạng được thể chế hóa ở Tunisia" và khi được hỏi liệu điều đó có cải thiện cuộc sống của con gái bà hay không, bà nói "Tất nhiên, và nếu không, bà có thể thay đổi".

## Cuộc sống cá nhân
Tiss kết hôn vào năm 2012 và sinh một cô con gái vào năm 2013, người mà đôi khi cô mang vào hội.